# Куштово
Ку́штово (тат. Коштаулы) — село в Апастовском районе Республики Татарстан. Входит в Куштовское сельское поселение.

## География
Расположено у железно-дорожной линии Ульяновск — Свияжск, в 18 км к юго-западу от посёлка городского типа Апастово.

## Этимология
Топоним произошёл от татарского слова «кош» (птица) и оронимического термина «тау» (гора).

## История
В окрестностях села выявлен археологический памятник – Куштовское селище (булгарский период).
Известно с 1647-51 годов. В XVIII - первой половине XIX века жители относились к категории государственных крестьян. Занимались земледелием, разведением скота, кузнечным и шорным промыслами. 
В «Списке населенных мест по сведениям 1859 года», изданном в 1866 году, населённый пункт упомянут как казённая деревня Куштова 2-го стана Тетюшского уезда Казанской губернии. Располагалась при озере Лебедином, по левую сторону почтового тракта из Казани в Симбирск, в 40 верстах от уездного города Тетюши и в 7 верстах от становой квартиры во владельческом селе Знаменское (Чипчаги). В деревне в 66 дворах жили 441 человек (222 мужчины и 219 женщин). Была мечеть.
По сведениям переписи 1897 года, в деревне Куштово Тетюшского уезда Казанской губернии проживали 799 человек (383 мужчины, 416 женщин), все мусульмане.
В начале XX века в селе функционировали мечеть, медресе, 2 ветряные мельницы, 2 кузницы, 5 бакалейных лавок. Земельный надел сельской общины составлял 1299,6 десятин.
До 1920 года село входило в Чирки-Кильдуразовскую волость Тетюшского уезда Казанской губернии. С 1920 года в составе Тетюшского, с 1927 — Буинского кантонов ТАССР. С 10.08.1930 г. в Апастовском, с 01.02.1963 г. в Буинском, с 04.03.1964 г. в Апастовском районах
С 1932 года село входило в сельхозартель «Урняк», с 1949 – в колхозы, с 1996 — в сельскохозяйственный кооператив «Маяк», с 2004 – в сельскохозяйственные предприятия.
В 1980—2003 годах в селе работал маслозавод, до 2012 – начальная школа.

## Население
| 1782 | 1859 | 1897 | 1908 | 1920 | 1926 | 1938 | 1949 | 1958 | 1970 | 1979 | 1989 | 2002 | 2010 | 2015 |
| ---- | ---- | ---- | ---- | ---- | ---- | ---- | ---- | ---- | ---- | ---- | ---- | ---- | ---- | ---- |
| 111  | 441  | 799  | 994  | 1227 | 1140 | 888  | 913  | 680  | 618  | 475  | 336  | 324  | 280  | 291  |

Национальный состав села — татары.

## Экономика
Жители работают преимущественно в сельскохозяйственном предприятии «Свияга», занимаются полеводством, молочным скотоводством.

## Инфраструктура
Действуют детский сад, дом культуры, библиотека, фельдшерско-акушерский пункт.

## Религия
Мечеть (1991 г.).